# Engelbrechtdivisionen
Engelbrechtdivisionen eller Division Engelbrecht, efter sin befälhavare för 163. infanteridivisionen ur tyska armén general Erwin Engelbrecht, var under andra världskriget ett fullt utrustat krigsförband som med svenskt tillstånd transiterades på järnväg genom det neutrala Sverige till Finland från det ockuperade Norge. Transiteringen ägde rum mellan den 25 juni och 12 juli 1941. Det krävdes 105 tåg för att transportera divisionen genom Sverige och genomfarten bevakades av 15 000 svenska soldater.
Efter att Tyskland inlett Operation Barbarossa och anfallit Sovjetunionen den 22 juni 1941 ställdes krav från Tysklands och Finlands sida om medgivande att få transportera en fullt utrustad tysk division med 14 712 soldater på svenska järnvägar från Norge till Finland, som kunde väntas dras in i krig mot Sovjetunionen på nytt, nu på Tysklands sida. Den svenska regeringens diskussioner om att bifalla Tysklands krav brukar kallas Midsommarkrisen.
Engelbrechtdivisionens krigföring i Sovjetunionen ledde till att i stort sett alla divisionens soldater stupade i öster. Få av dem kunde 1945 återvända till hemlandet.
Transiteringen av Engelbrechtdivisionen skall inte förväxlas med den så kallade permittenttrafiken av obeväpnade tyska soldater på permission (även skadade och sjuka) som från juni 1940 till augusti 1943 transporterades genom Sverige med tåg.